# P523 Najaden
P523 Najaden er det fjerde patruljefartøj i Diana-klassen som er bygget til at patruljere i det danske territorialfarvand. Skibet er navngivet efter nymfevæsenet Najaden. Skibet er bygget på Faaborg Værft ligesom alle sine søsterskibe. Skibet blev navngivet ved en ceremoni på Flådestation Korsør af forsvarschefen, Admiral Tim Sloth Jørgensen.
Skibet er det syvende skib der bærer navnet Najaden i dansk tjeneste:
- Najaden (fregat, 1796-1807)
- Najaden (fregat, 1812-1812)
- Najaden (korvet, 1820-1852)
- Najaden (korvet, 1854-1864)
- 6 Najaden (undervandsbåd, 1913-1931)
- P534 Najaden (bevogtningsfartøj, 1963-1991)
- P523 Najaden (patruljefartøj, 2008- )